# Ruben Rigillo
Ruben Rigillo (Roma, 1º dicembre 1971) è un attore italiano.

## Biografia
Figlio dell'attore Mariano Rigillo, ha esordito lavorando con lui il 19 novembre del 1993 ne L'osteria di campagna di Raffaele Viviani. Nel 1995 è nel cast de Il Maresciallo Rocca, con la regia di Lodovico Gasparini dove interpreta il ruolo del carabiniere Sergio Castrilli. Segue, nel 1999, Commesse, mentre nel 2001 è nel cast di Compagni di scuola, regia di Claudio Norza dove interpreta il ruolo del professor Sergio De Maria. Nel 2007 ha preso parte a due fiction di spessore come Due imbroglioni e... mezzo!, regia di Franco Amurri e Caravaggio, regia di Angelo Longoni. Nel 2005 e nel 2008 interpreta Giacomo nella seconda e terza serie di Un caso di coscienza in onda su Rai 1. Dal 2011 entra a far parte del cast della soap opera CentoVetrine, nel cast ricorrente con il ruolo di Cristiano Salani, apparendo per la prima volta in video nel febbraio 2012.

## Filmografia

### Attore

#### Cinema
- Caccia alle mosche, regia di Angelo Longoni (1993)
- Bésame mucho, regia di Maurizio Ponzi (1998)
- Maestrale, regia di Sandro Cecca (1998)
- Il cielo in una stanza, regia di Carlo Vanzina (1999)
- E ridendo l'uccise, regia di Florestano Vancini (2005)
- Bonjour Michel, regia di Arcangelo Bonaccorso (2005)
- La notte è piccola per noi, regia di Gianfrancesco Lazotti (2019)
- Volevo un figlio maschio, regia di Neri Parenti (2023)

#### Televisione
- Anni '50, regia di Carlo Vanzina – miniserie TV (1998)
- Commesse – serie TV (1999)
- Il maresciallo Rocca – serie TV (1996-2008)
- Un prete tra noi – serie TV (1999)
- Compagni di scuola – serie TV (2001)
- Luisa Sanfelice, regia di Paolo Taviani e Vittorio Taviani – miniserie TV (2004)
- La tassista – miniserie TV (2004)
- Incantesimo 8 – serial TV (2005)
- Un caso di coscienza 2 – serie TV (2005-2006)
- Don Matteo 5 – serie TV (2006)
- Luce nel pomeriggio, regia di Teresio Spalla – corto (2006)
- Due imbroglioni e... mezzo! – serie TV (2007)
- Caravaggio, regia di Angelo Longoni – miniserie TV (2007)
- CentoVetrine – soap opera (2012, 2014)
- Una pallottola nel cuore – miniserie TV, (2014-2018)
- Sacrificio d'amore – serie TV (2017-2018)
- Don Matteo 11 – serie TV (2018)
- Mina Settembre – serie TV (2021)
- Il paradiso delle signore – serie TV (2021)
- Fosca Innocenti 2, regia di Giulio Manfredonia – serie TV, episodio 2x03 (2023)
- La voce che hai dentro – serie TV, 8 episodi (2023)

### Doppiatore

#### Televisione
- Matt Odachowski in Criminal Minds

## Teatro
- L'osteria di campagna di Raffaele Viviani, regia di Mariano Rigillo (1993/1994)
- Aspettiamo 5 anni, regia di Mariano Rigillo (1994)
- La pozzanghera, regia di Ruben Rigillo e E. Tartaglia (1994)
- La paura che ti fai, regia di Ruben Rigillo e E. Tartaglia (1994)
- Enrico IV di Luigi Pirandello, regia di Mariano Rigillo (1995/1996/1997)
- Faide, regia di Ruben Rigillo (1997)
- Socrate immaginario, regia di Aristide Massaccesi (1997/1998)
- Si gira!, regia di Mario Missiroli (2000)
- I beati Paoli, regia di G. Di Pasquale (2007)
- Uno, nessuno e centomila di Luigi Pirandello, regia di Orlando Forioso (2008)
- I ponti di Madison County, regia di Lorenzo Salveti (2009)
- Questa sera si recita a soggetto di Luigi Pirandello (2012)
- A casa di Nathalie di Alessandro Capone, regia di Alessandro Capone (2017)